# Godong (Gudo)
Godong is een bestuurslaag in het regentschap Jombang van de provincie Oost-Java, Indonesië. Godong telt 3489 inwoners (volkstelling 2010).